# Die Wacht am Rhein
Die Wacht am Rhein er en tysk patriotisk sang fra midten af 1800-tallet. Teksten er digtet af Max Schneckenburger i 1840, og den kendte melodi er komponeret af Karl Wilhelm i 1854. "Vagten ved Rhinen", som sangen handler om, skal sikre de områder vest for Rhinen, som var et stridspunkt mellem Tyskland og Frankrig.
Sangen var meget populær i Tyskland i 1800-tallet og under de to verdenskrige, og den blev ved udbruddet af den fransk-preussiske krig 1870-71 gjort til tysk folkehymne.

## Tekst
Herunder findes de oprindelige 5 strofer i Die Wacht am Rhein samt tilføjelser:
1. ↑  alternativ: der deutsche Jüngling, fromm und stark
2. ↑  alternativt: den tyske yngling, from og stærk

## Trivia
Die Wacht am Rhein blev sunget af tyske soldater i filmen Casablanca. De tyske soldater blev derefter overdøvet af franske i eksil, der sang "Marseillaisen".
"Hær holder vi lige paa Broen over Rinen, hvor Vandet det suser og skinner, et hærlig blik ud over den skønne Flod med dens gulige Vand et lille stykke til, og saa er vi i Strasborg uvilkorlig synger vi die Wagt am Reihn." 
Skrevet af Georg Chr. Knudsen, sønderjysk soldat under 1. verdenskrig, i Krigsbreve.dk Arkiveret 11. november 2007 hos  Wayback Machine.
Sangens popularitet i Tyskland dalede kraftigt efter 2. verdenskrig.
Samme melodi men en helt anden tekst benyttes som nazisternes slagsang i science fiction-komedien Iron Sky.

## Eksterne links
- http://ingeb.org/Lieder/esbraust.html Arkiveret 17. august 2014 hos  Wayback Machine "Die Wacht am Rhein" på ingeb.org (Engelsk)
- Die Wacht am Rhein Arkiveret 28. november 2007 hos  Wayback Machine (tekst og lydfiler)
- Die Wacht am Rhein Arkiveret 3. maj 2015 hos  Wayback Machine (mp3, billeder, postkort, tekst)
- Casablanca – German-Hollywood Connection Arkiveret 28. september 2007 hos  Wayback Machine